# Петрозаводский кооперативный техникум Карелреспотребсоюза
Частное профессиональное образовательное учреждение Петрозаводский кооперативный техникум Карелреспотребсоюза — один из старейших в системе средних специальных учебных заведений Карелии. Сокращенное наименование — ЧПОУ ПКТК. Учредителем является Союз потребительских обществ Республики Карелия.

## История
Создан 10 марта 1931 года на базе промышленно-экономического техникума. Во время Великой Отечественной войны техникум не работал: его ученики и директор были призваны в ряды Красной армии. В 1944 году работа техникума возобновилась.

## О техникуме
Техникум осуществляет обучение на русском языке по очной и заочной (по некоторым специальностям) форме на базе 9 и 11 классов по 10 специальностям. Обучение платное. Реализуемый уровень образования: среднее профессиональное образование.
В 2023 году техникум осуществляет набор на 2023—2024 гг. на базе 9 и 11 классов по специальностям: Информационные системы и программирование; Юриспруденция; Экономика и бухгалтерский учёт (по отраслям); Банковское дело; Коммерция; Туризм и гостеприимство.

## Маттехбаза Кооперативного техникума
· Более 70 высококвалифицированных сотрудников;
· более 1100 студентов, обучающихся по 10 программам подготовки специалистов среднего звена;
· Более 900 слушателей в год, обучающихся по программам дополнительного образования детей и взрослых;
· Более 50 слушателей в год, обучающихся по программам дополнительного профессионального образования;
· 2783 м². учебных площадей здания;
· 22 учебных кабинета, оснащённых мультимедийным и специализированным оборудованием;
· 5 компьютерных кабинетов;
· 127 компьютеров, непосредственно используемых в учебном процессе, из них 84 единицы, оснащены специализированным программным обеспечением;
· 2 сервера, обеспечивающих ведение образовательного процесса с использованием инновационных технологий;
· наличие образовательной платформы MOODLE, обеспечивающей качественное обучение с использованием дистанционных образовательных технологий;
· оборудованный пост физической охраны;
· 16 камер внутреннего и наружного видеонаблюдения, обеспечивающие надежную систему антитеррористической безопасности;
· современная система противопожарной сигнализации и оповещения с дублирующими световыми и звуковыми устройствами;
· уютная библиотека и постоянно обновляемый библиотечный фонд учебной литературы, насчитываемый около 40000 экземпляров;
· усовершенствованный спортивный комплекс;
· функциональный актовый зал.